# Пліщин (Польща)
Пліщин (пол. Pliszczyn) — село в Польщі, у гміні Вулька Люблінського повіту Люблінського воєводства.
Населення — 801 особа (2011).

## Демографія
Демографічна структура станом на 31 березня 2011 року:
|          | Загалом | Допрацездатний вік | Працездатний вік | Постпрацездатний вік |
| -------- | ------- | ------------------ | ---------------- | -------------------- |
| Чоловіки | 411     | 114                | 267              | 30                   |
| Жінки    | 390     | 94                 | 219              | 77                   |
| Разом    | 801     | 208                | 486              | 107                  |